# ۶۹ (عدد)
۶۹ (عدد)
۶۹(شصت و نه) یک عدد طبیعی است که بعد از ۶۸ و قبل از ۷۰ قرار دارد.

## در علم
- عدد اتمی تولیوم

## در روابط جنسی
- پوزیشن 69